# Принцип доповнюваності
Принцип доповнюваності — один із принципів квантової механіки, запропонований Нільсом Бором у рамках копенгагенської інтерпретації. Цей принцип тісно пов'язаний із принципом невизначеності Гайзенберга.
За Нільсом Бором кожна фізична величина разом зі своєю канонічно спряженою утворює пару комплементарних величин, при цьому в будь-якому стані квантової системи певне значення може мати лише одна з них, або ж вони обидві не мають певного значення. У зв'язку з цим за Бором опис квантового стану розпадається на два взаємно виключні класи, які доповнюють один одного в тому сенсі, що їхня сукупність могла б дати повний класичний опис фізичної системи.
Копенганенська інтерпретація була спробою сформулювати фізико-філософські принципи квантової механіки, математичний апарат якої на ту пору вже переважно склався і чудово описував експериментальні результати, однак якісне розуміння того, що стоїть за математичними формулами, ще не склалося. Принцип доповнюваності намагається пояснити, яким чином одна й та ж частинка може мати хвильові та корпускулярні властивості, як це випливає з корпускулярно-хвильвого дуалізму Луї де Бройля.

## Комплементарність координати та імпульсу
Наприклад, канонічно спряженими величинами є координата {\displaystyle x\,} і імпульс {\displaystyle p_{x}\,}. В квантовій механіці є два підходи для опису вільної частинки. В координатному представленні хвильова функція
{\displaystyle \psi (x)=e^{ip_{x}x/\hbar }},
де {\displaystyle \hbar } — зведена стала Планка, є власною функцією оператора імпульсу. Для такої частинки повністю визначений імпульс.
В імпульсному представленні хвильова функція
{\displaystyle \psi (p_{x})=e^{ip_{x}x/\hbar }},
є власною функцією оператора координати. Для такої частинки повністю визначена її координата.
Одночасне застосування обох підходів неможливе, однак вони доповнюють один одного.
Якщо в класичній фізиці для опису вільної частинки використовуються дві змінні: координата та імпульс, то в квантовій механіці існує два підходи: в одному змінною є координата, а в іншому імпульс. Відповідно, в першому імпульс може мати точне значення, в другому точне значення може мати координата.